# Ralph H. Baer

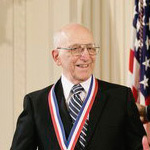
Ralph H. Baer

Ralph Henry Baer, ursprungligen Rudolf Heinrich Baer, född 8 mars 1922 i Rodalben i Rheinland-Pfalz, död 6 december 2014 i Manchester i New Hampshire, var en tysk-amerikansk uppfinnare och pionjär inom datorspelsbranschen. 
Baer var av judisk börd och flydde med sina föräldrar till USA 1938.
Han är bland annat känd som "TV-spelens fader". År 2006 belönades han med National Medal of Technology and Innovation för att ha uppfunnit spelkonsolen för hemmabruk och gett upphov till datorspelsindustrin.